# Noch mal!
Noch mal! ist ein Würfelspiel mit sechs Würfeln von Inka und Markus Brand, das 2016 bei Schmidt Spiele erschienen ist. Bei dem Spiel geht es darum, möglichst rasch die Farbfelder auf einem Spielblock zu füllen und dabei möglichst viele Punkte zu machen.

## Spielprinzip
Das Spielprinzip ist sehr einfach gehalten und erinnert an Würfelspielklassiker wie Kniffel oder Bingo. Das Spielmaterial besteht aus einem Spielblock und sechs Würfeln, wobei drei Würfel Farbwürfel mit fünf verschiedenen (echten) Farben und einem Joker (schwarz) und drei Würfel Zahlenwürfel mit 1 bis 5 Augen und einem Joker (Fragezeichen) sind. Hinzu kommen sechs Filzstifte zum Abkreuzen der Felder. Es ist mit bis zu sechs Spielern spielbar, wobei es auch eine Solovariante gibt. Für ein Spiel werden etwa 20 Minuten Spielzeit angesetzt und das empfohlene Mindestalter der Spieler beträgt acht Jahre, da die Addition und strategisches Denken gefordert sind. Ziel des Spiels ist es, auf dem Spielblock möglichst viele Farbfelder und Reihen auf dem Spielblock anzukreuzen und damit möglichst viele Punkte zu erreichen.

### Spielablauf
Zu Beginn des Spiels bekommt jeder Spieler ein Wertungsblatt. Es wird reihum jeweils einmal gewürfelt, beginnend mit einem ausgewählten Startspieler. Der jeweils aktive Spieler bekommt die drei Farb- und die drei Zahlenwürfel und würfelt alle sechs Würfel einmal. Er wählt aus dem Wurf eine Kombination aus einem Farb- und einem Zahlenwürfel und kann diese auf seinem Blatt eintragen, die anderen Spieler können ebenfalls je einen Farb- und einen Zahlenwürfel kombinieren und das Ergebnis eintragen. In den ersten drei Würfen dürfen dabei alle Spieler auch die gleichen Würfel nutzen, in den folgenden Runden dürfen die nichtaktiven Spieler jedoch nur noch aus den verbleibenden vier Würfeln wählen. Sowohl der aktive wie auch alle anderen Spieler können auch jederzeit passen und keine Würfel wählen.
Das Eintragen erfolgt auf dem Wertungszettel, der bei allen Spielern gleich ist. Dabei werden immer die auf dem Zahlenwürfel angegebene Anzahl von Kreuzen in der durch den Farbwürfel bestimmten Farbe angekreuzt. Der erste eingetragene Wurf muss immer in der mittleren Spalte H auf dem Wertungsblatt eingetragen werden, nachfolgende Einträge müssen immer waagerecht oder senkrecht mit bereits angekreuzten Feldern benachbart sein oder ebenfalls in der Spalte H beginnen. Die Spieler müssen zudem immer alle Kreuze in einem zusammenhängenden Block einer Farbe machen und dürfen keine Punkte verfallen lassen. Da der Zahlenwürfel nur Werte bis 5 besitzt, können nie mehr als fünf Kreuze platziert werden. Das Fragezeichen auf dem Zahlenwürfel und das schwarze × auf dem Farbwürfel gelten als Joker, die für einen beliebigen Wert von 1 bis 5 bzw. für eine beliebige Farbe genutzt werden können. Für jeden genutzten muss der Spieler eines der acht !-Felder auf seinem Wertungszettel abstreichen und wenn alle !-Felder abgestrichen sind, steht ihm kein Joker mehr zur Verfügung.

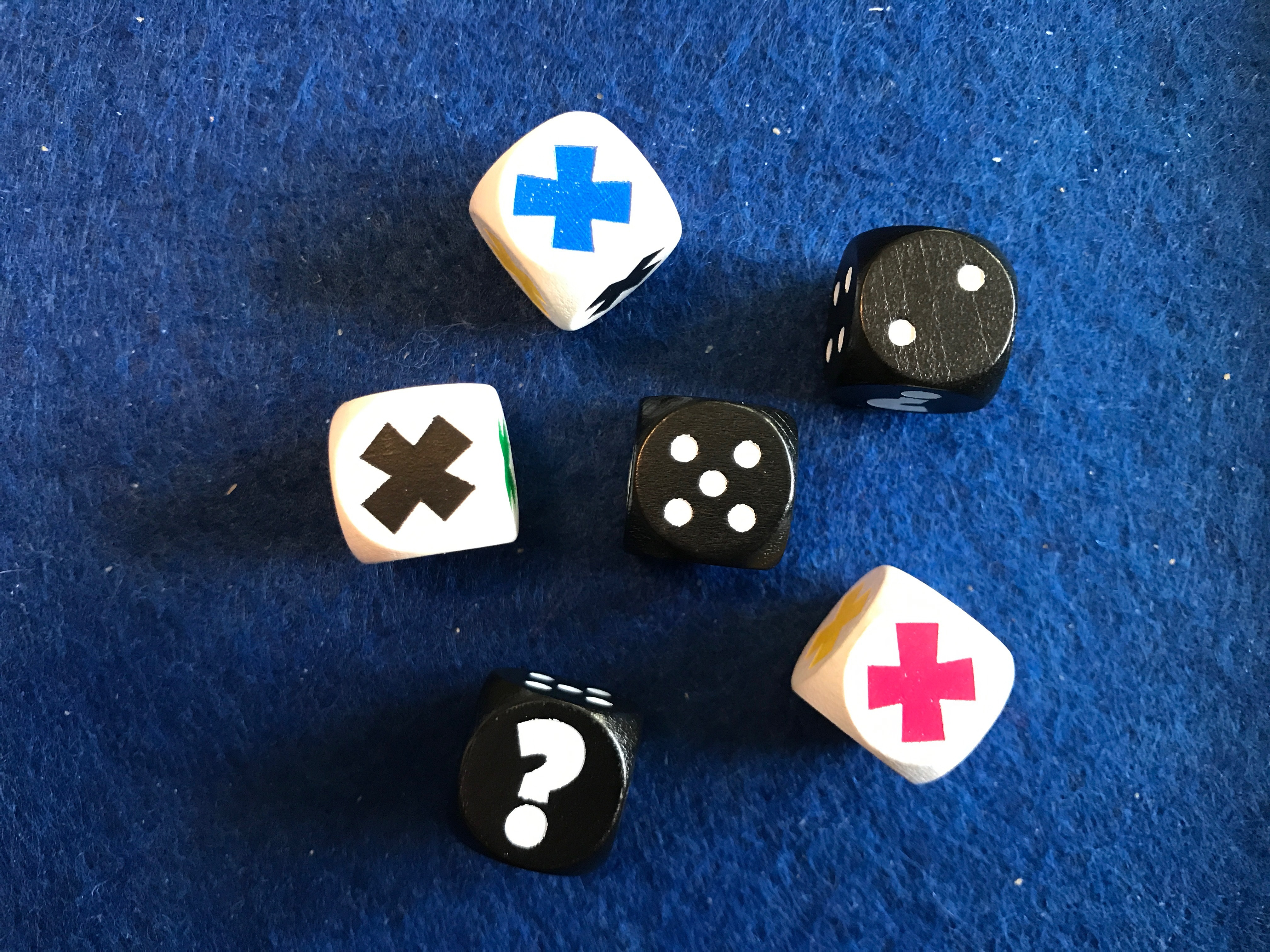
Würfel: Das schwarze X und das Fragezeichen sind jeweils Joker.

Sobald ein Spieler eine vollständige Spalte abgekreuzt hat, kann er diese Spalte werten. Der erste Spieler, der eine Spalte wertet, bekommt dabei die in der oberen Wertungsreihe angegebenen Punkte und kreist diese ein; erreichen mehrere Spieler beim gleichen Wurf diese Wertung, bekommen sie alle jeweils die volle Punktzahl. Alle anderen streichen diese Wertung durch und können nur noch die in der unteren Wertungsreihe angegebenen Punkte erreichen. Sobald ein Spieler alle Kästchen einer Farbe abgekreuzt hat, gibt er dies bekannt und kreist das vordere Farbbonus-Feld mit 5 Punkten ein, alle anderen streichen diese Wertung durch und können nur noch die zweite Wertung mit 3 Punkten erreichen; auch hier können mehrere Spieler bei einem Wurf die Wertung erreichen und bekommen dann die vollen 5 Punkte.
Das Spiel endet nach der Runde, in dem mindestens ein Spieler sein zweites Farbbonusfeld umkreisen konnte, also zwei Farben vollständig abgekreuzt hat. Auf dem Wertungszettel werden dann die Punkte für das Spiel ermittelt:
- in der Bonus-Zeile werden die erhaltenen Farbboni addiert,
- in der Zeile A–O werden die erhaltenen Spaltenboni addiert,
- in der !-Zeile bekommt der Spieler für jedes ungenutzte Joker-Ausrufezeichen jeweils einen Punkt,
- in der *-Zeile bekommt der Spieler für jedes auf dem Zettel nicht abgekreuzte Stern-Symbol zwei Minus-Punkte und
- in der Total-Zeile werden alle Punkte addiert und der Endstand gebildet.

Gewinner ist der Spieler mit den meisten Punkten und bei einem Gleichstand der Spieler, der noch am meisten Joker zur Verfügung hat.

### Solo-Spiel
Im Solo-Spiel versucht der Spieler, möglichst viele Punkte zu sammeln. Er würfelt im Gegensatz zum Mehrspieler-Spiel immer nur mit jeweils zwei Farb- und Zahlenwürfeln und wählt aus diesen jeweils eine Kombination. Das Spiel läuft über 30 Runden und nach jedem Wurf macht der Spieler in der obersten Buchstabenreihe einen diagonalen Strich als halbes Kreuz, der in der nächsten Runde zu einem Kreuz vervollständigt wird. Sind alle 15 Felder mit einem Kreuz ausgestattet, wertet der Spieler den Zettel aus.

### Encore!
2017 veröffentlichte Schmidt Spiele die Erweiterung Encore!, die aus drei neuen Wertungsblöcken besteht. Diese Wertungsblöcke unterscheiden sich in der Aufteilung der Farbfelder von den Standard-Blöcken, wodurch sich neue Möglichkeiten im Spiel ergeben.

## Ausgaben und Rezeption
Noch mal! wurde von Inka und Markus Brand entwickelt und von Schmidt Spiele 2016 zu den Internationalen Spieletagen in Essen veröffentlicht. In den Niederlanden erschien das Spiel unter dem Titel Keer op Keer bei 999 Games und 2017 brachte Schmidt Spiele das Spiel unter dem Namen Encore! auch auf dem französischen Markt.
Das Spiel wurde in der Folge auf zahlreichen Plattformen besprochen und in der Regel positiv bis sehr positiv bewertet. So verglich die Osnabrücker Zeitung das Spiel etwa mit den Spielen Qwixx von Steffen Benndorf und Qwinto von Uwe Rapp und Bernhard Lach und bewertete das Spiel mit einer Bewertung von 5 (stark), der Rezensent resümiert mit „wir geben uns mit einer Partie nicht zufrieden. Trotz der stets gleichen Herausforderung ist der Titel „Noch mal!“ tatsächlich Programm. Zum Glück ist der Block ziemlich dick.“ Sandra Lemberger bewertet das Spiel mit 4,8 von 6 Punkten und brettspielbox.de beschreibt das Spiel im Ergebnis wie folgt: „Dem Langzeitspaß steht nichts entgegen. Und ich glaube das man Noch Mal! fest in sein Spielprogramm aufnehmen wird. Neulinge sind schnell in das Spiel integriert und somit gibt es am Ende nur eine kleine Einstiegshürde, die schnell vergessen ist.“ Daniel Wünsche von knopfspiele.de rezensiert explizit den Solo-Modus des Spiels: „Das Spiel spielt sich solo wirklich prima. Es ist sehr gemütlich und spielt sich sehr locker. Jedes Spiel verbessert sich der Punktestand in den ersten Partien, und irgendwann ist auch ein Passen eine Option, um am Ende doch mit der besseren Punktzahl dazustehen. Die Balance zwischen Glück und Taktik ist hier wirklich gut gelungen.“

## Belege
1. 1 2 3 4 5 6 7 8  Offizielle Spielregeln (Memento des Originals vom 1. März 2017 im Internet Archive)  Info: Der Archivlink wurde automatisch eingesetzt und noch nicht geprüft. Bitte prüfe Original- und Archivlink gemäß Anleitung und entferne dann diesen Hinweis. für Noch mal! bei Schmidt Spiele
2. ↑  Noch mal! Encore! bei boardgamegeek; abgerufen am 24. August 2017.
3. ↑  Versionen von Noch mal! bei boardgamegeek; abgerufen am 24. August 2017.
4. ↑  Will man „Noch mal!“ wirklich noch mal spielen? Osnabrücker Zeitung, 4. November 2017; abgerufen am 24. August 2017.
5. ↑  Sandra Lemberger: H@LL9000 - Rezension/Kritik Spiel: Noch mal! (13116); abgerufen am 24. August 2017.
6. ↑  Noch mal! Rezension bei brettspielbox.de; abgerufen am 24. August 2017.
7. ↑  #80 Solopartie … Noch Mal!, Rezension der Solo-Variante bei knopfspiele.de; abgerufen am 24. August 2017.